# Roga
Roga (lat.) bezeichnet seit der Spätantike eine militärische Soldzahlung und im frühen Mittelalter, insbesondere in das Papsttum betreffenden Schriften, eine Schenkung.
Der Begriff der roga entwickelte sich in der Spätantike und ist wohl zunächst bei Papst Gregor dem Großen belegt. Etymologisch entstammt er vermutlich dem lateinischen „erogare“, das in der byzantinisch-griechischen Militärsprache zu „ῥογεύειν“ wurde, und dann zum vereinfachten lateinischen „rogare“. In dieser Zeit bezeichnete die roga das Austeilen des Soldes an die Soldaten. Vom 8. Jahrhundert an wird die roga häufig als Terminus für päpstliche Schenkungen verwendet.